# 巴赫奇萨赖区 (克里米亚自治共和国)
巴赫奇萨赖区（烏克蘭語：Бахчисарайський район）是乌克兰在克里米亚自治共和国成立的区份，行政中心为巴赫奇薩賴。
此区成立于2023年9月7日，其区域包括原巴赫奇萨赖区、因克爾曼市拉达、卡恰镇拉达、以及原隶属于塞瓦斯托波爾市拉达之下的所有村拉达。但由于乌克兰并未实际控制克里米亚，故事实上此区并未真正运作。

## 聚居地及下属拉达
该区境内共有116个聚居地：两个城市、4个市级镇、107个村庄及3个乡村居民点。在行政管理上该区有24个拉达（或称议会）：两个市拉达、3个镇拉达和19个村达拉。
两个城市为：巴赫奇薩賴和因克爾曼。四个市级镇为：阿爾巴特、卡恰、瑙奇內、波什托韋。
24个拉达为：
- 巴赫奇薩賴市拉达
- 因克爾曼市拉达
- 卡恰镇拉达
- 阿尔巴特镇拉达
- 波什托韋镇拉达
- 安德里伊夫卡（烏克蘭語：Андріївка (Бахчисарайський район)）村拉达
- 阿罗马特内（烏克蘭語：Ароматне (Бахчисарайський район)）村拉达
- 上萨多韦（烏克蘭語：Верхньосадове）村拉达
- 韦尔霍里奇亚（烏克蘭語：Верхоріччя）村拉达
- 维利内村拉达
- 霍卢宾卡（烏克蘭語：Голубинка）村拉达
- 多林内（烏克蘭語：Долинне (Бахчисарайський район)）村拉达
- 扎利兹尼奇内（烏克蘭語：Залізничне (Бахчисарайський район)）村拉达
- 泽莱内（烏克蘭語：Зелене (Бахчисарайський район)）村拉达
- 卡什塔内（烏克蘭語：Каштани）村拉达
- 红马克（烏克蘭語：Красний Мак）村拉达
- 奥尔利内（烏克蘭語：Орлине）村拉达
- 皮夏内（烏克蘭語：Піщане (Бахчисарайський район)）村拉达
- 普洛多韦（烏克蘭語：Плодове (Бахчисарайський район)）村拉达
- 斯卡利斯泰（烏克蘭語：Скалисте (Україна)）村拉达
- 塔巴奇内（烏克蘭語：Табачне (Бахчисарайський район)）村拉达
- 泰尔尼夫卡（烏克蘭語：Тернівка (Бахчисарайський район)）村拉达
- 蒂尼斯泰（烏克蘭語：Тінисте）村拉达
- 乌赫洛韦（烏克蘭語：Углове (Крим)）村拉达